# Pepinster
Pepinster (en való Pepinstèr) és un municipi belga de la província de Lieja a la regió valona. L'1 de gener del 2024 tenia 9.271 habitants. Es troba a uns quants quilòmetres a l'oest de Verviers a la confluència del Hoëgne i del Vesdre.

## Fills il·lustres
- Jacques Bouhy (1848-1929) cantant d'òpera (baríton).[2]

## Seccions del municipi
Cornesse, Pepinster, Soiron i Wegnez.

## Galeria d'imatges

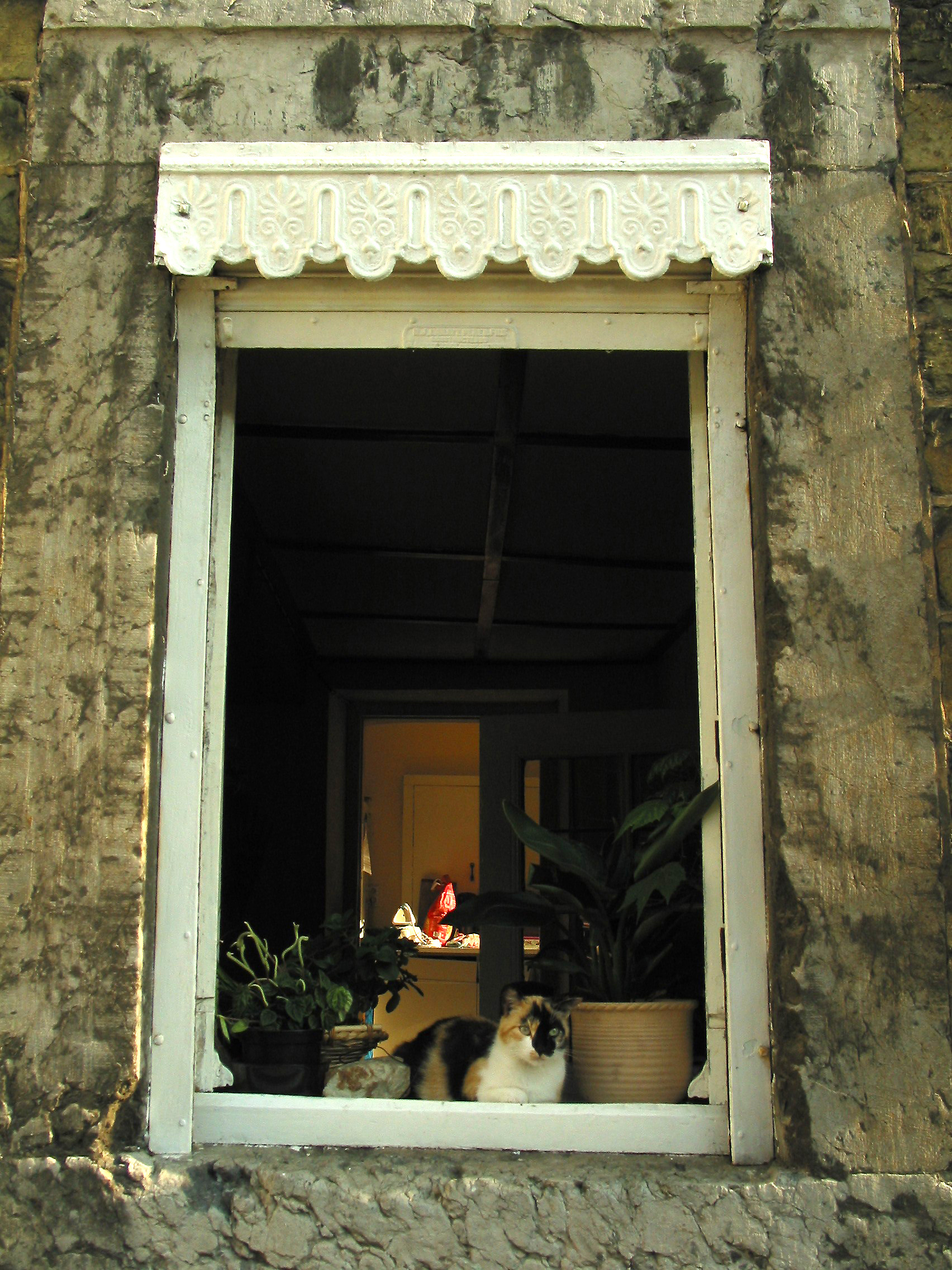
Carrer de la Pompe.
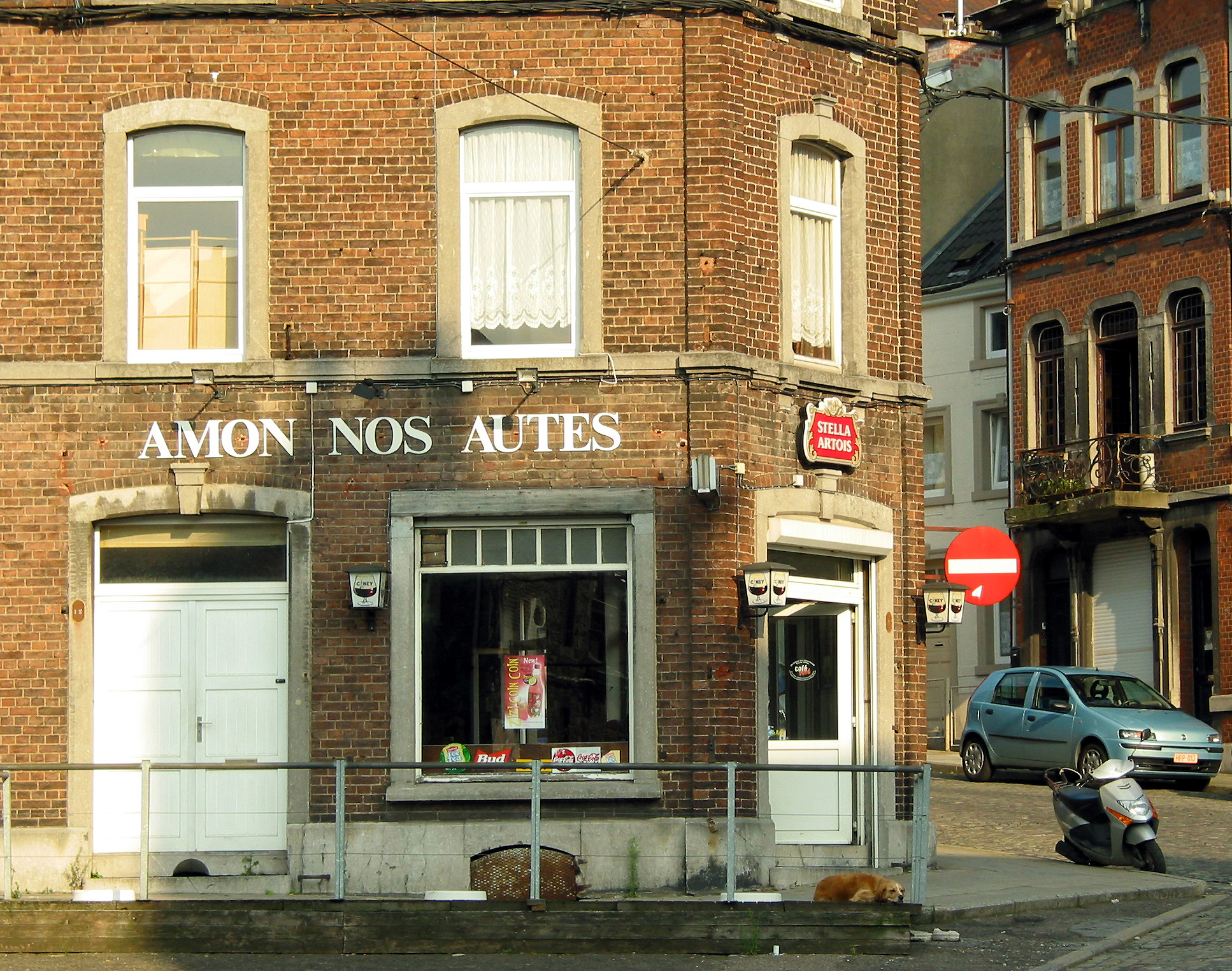
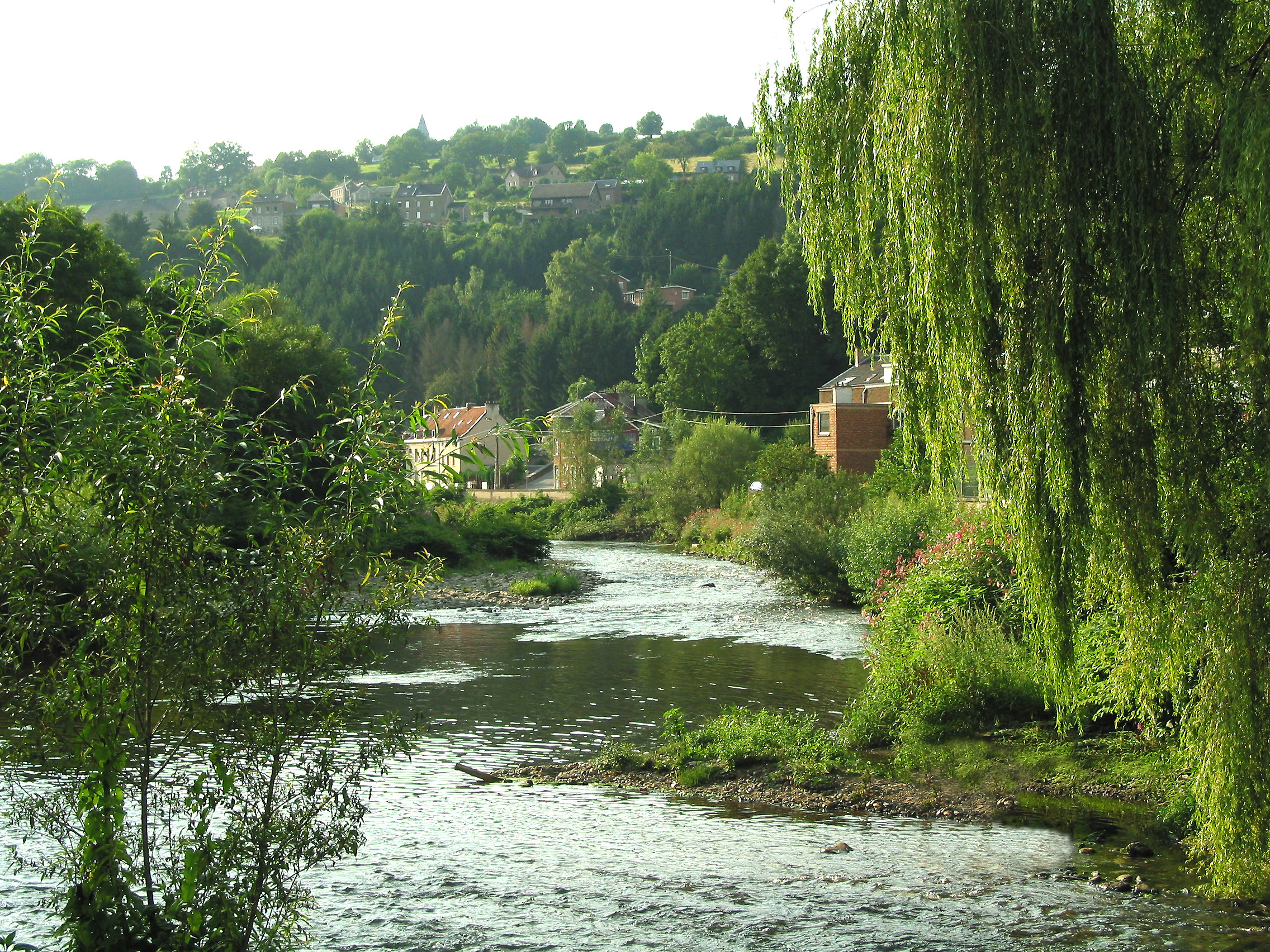
El Vesdre.
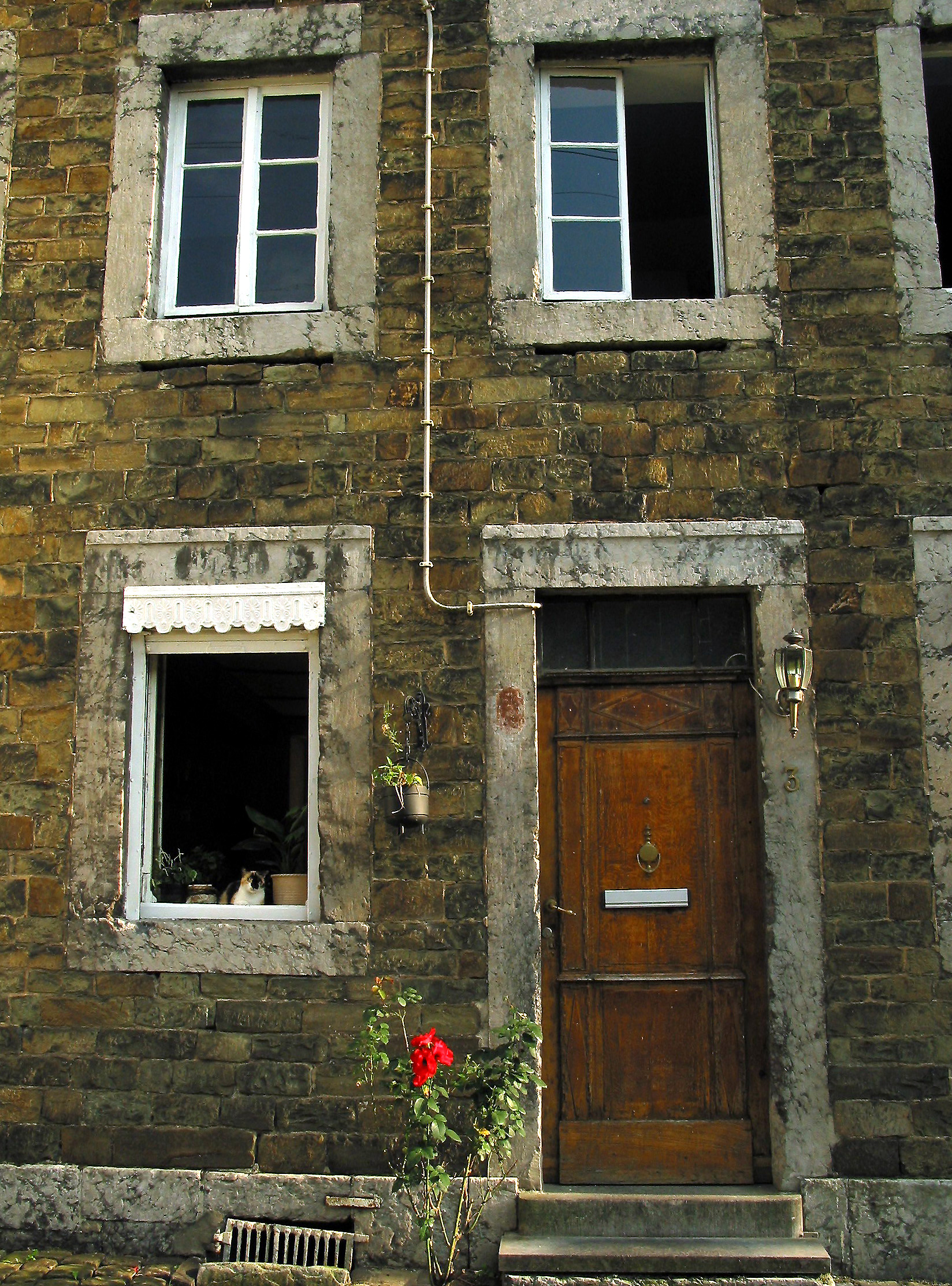
Façana de casa típica
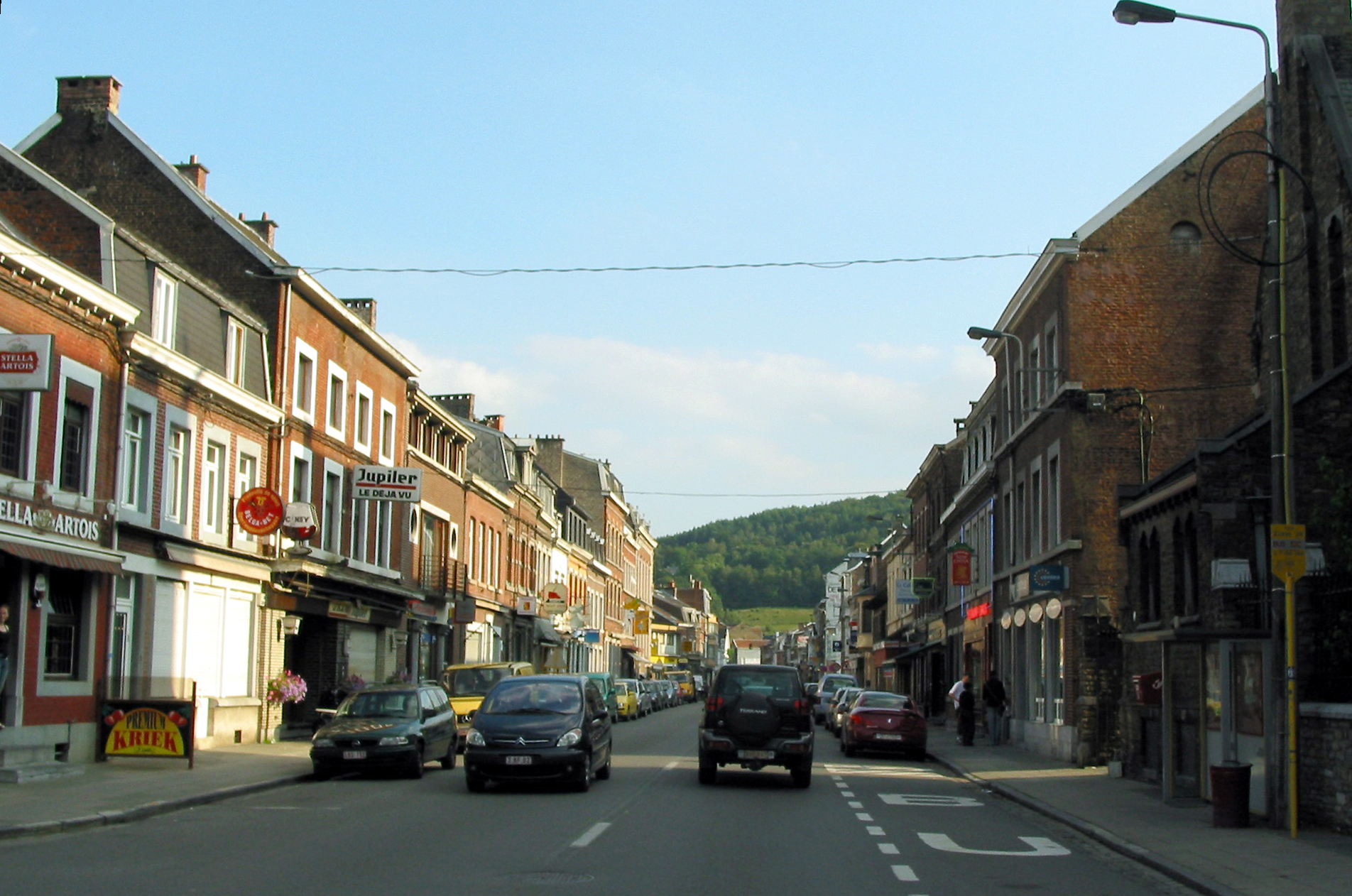
Rue Neuve.
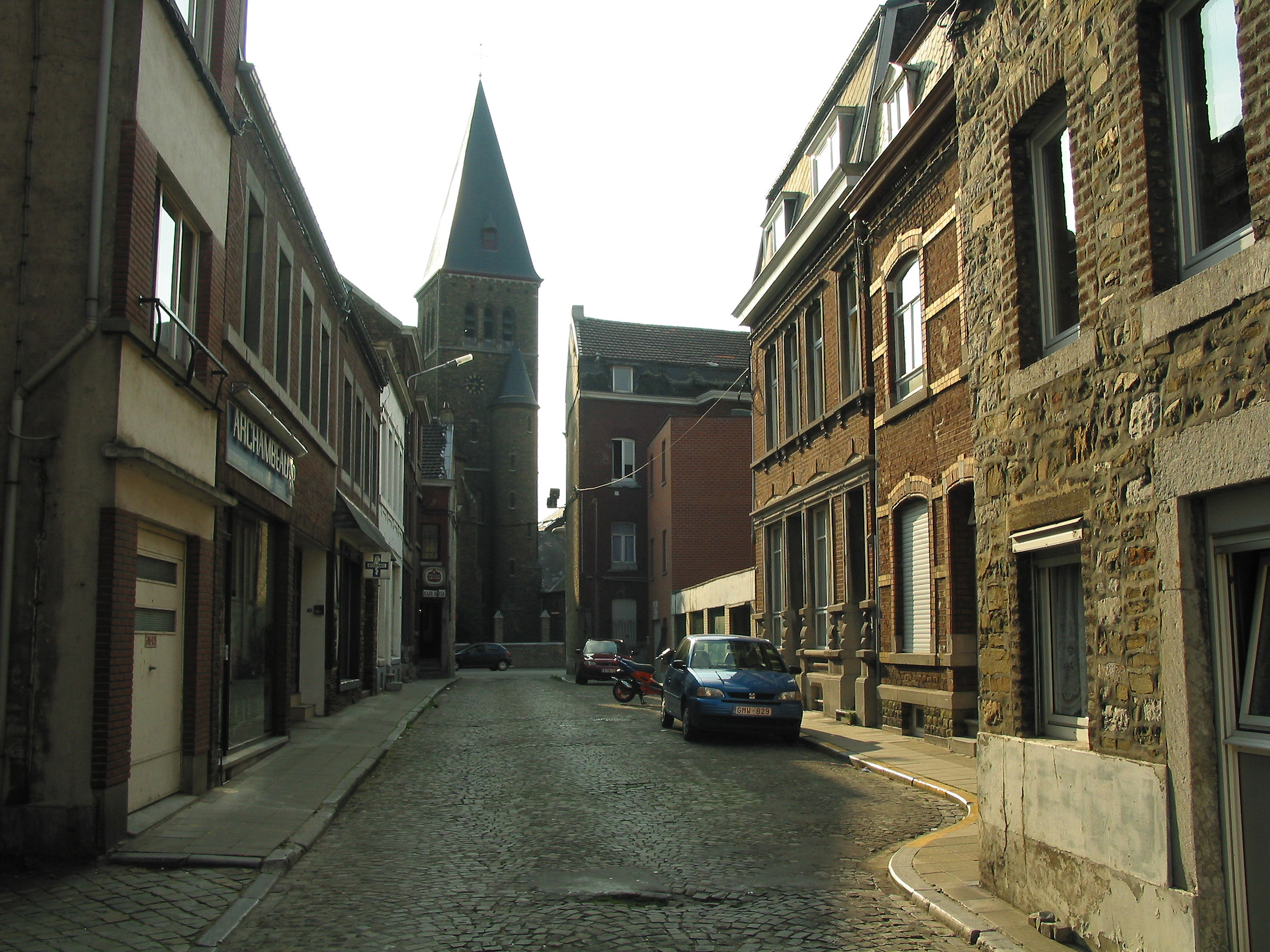
Rue Louis Formatin.
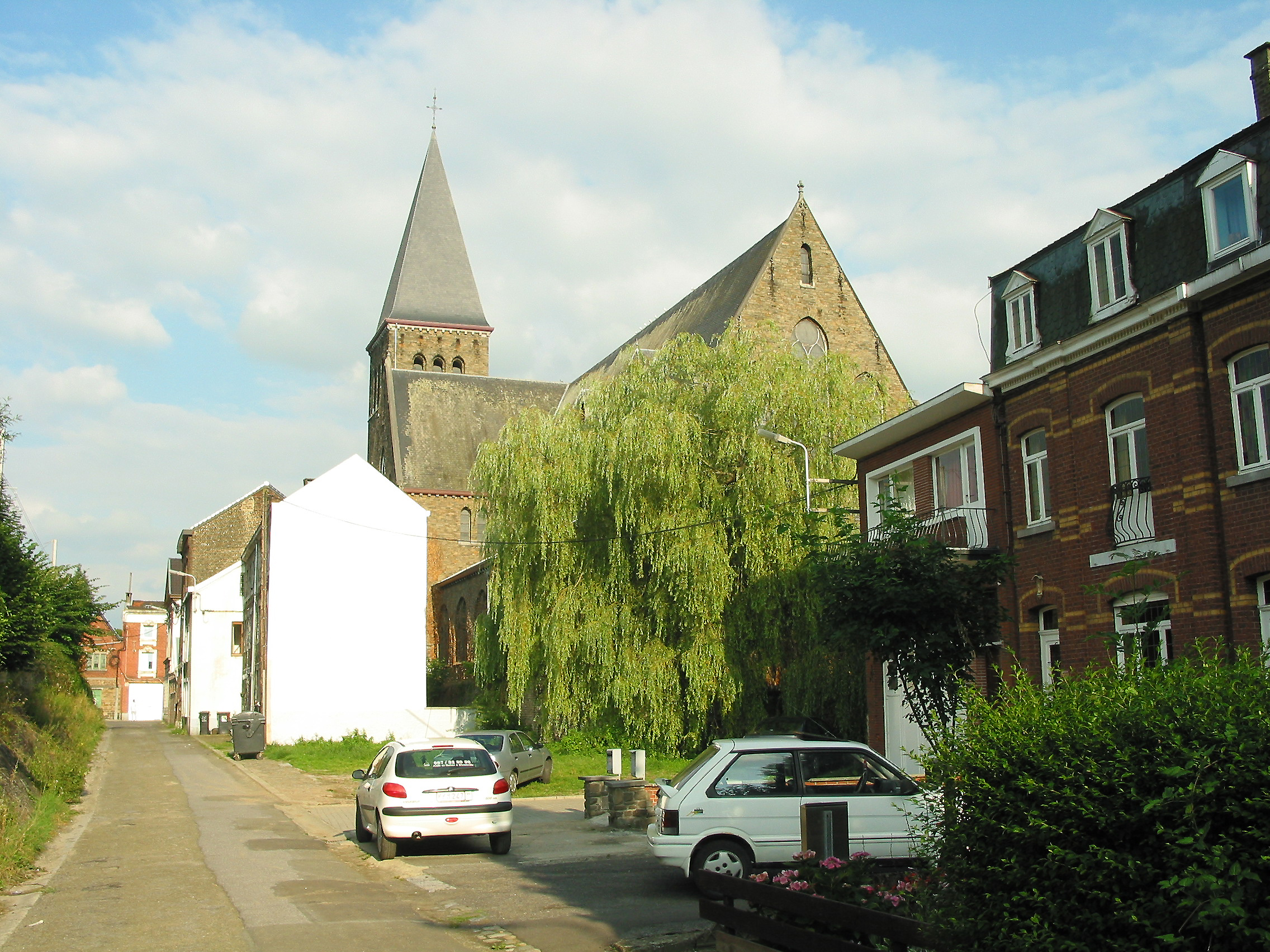
Àbside de l'església St-Antoine l'Ermite.
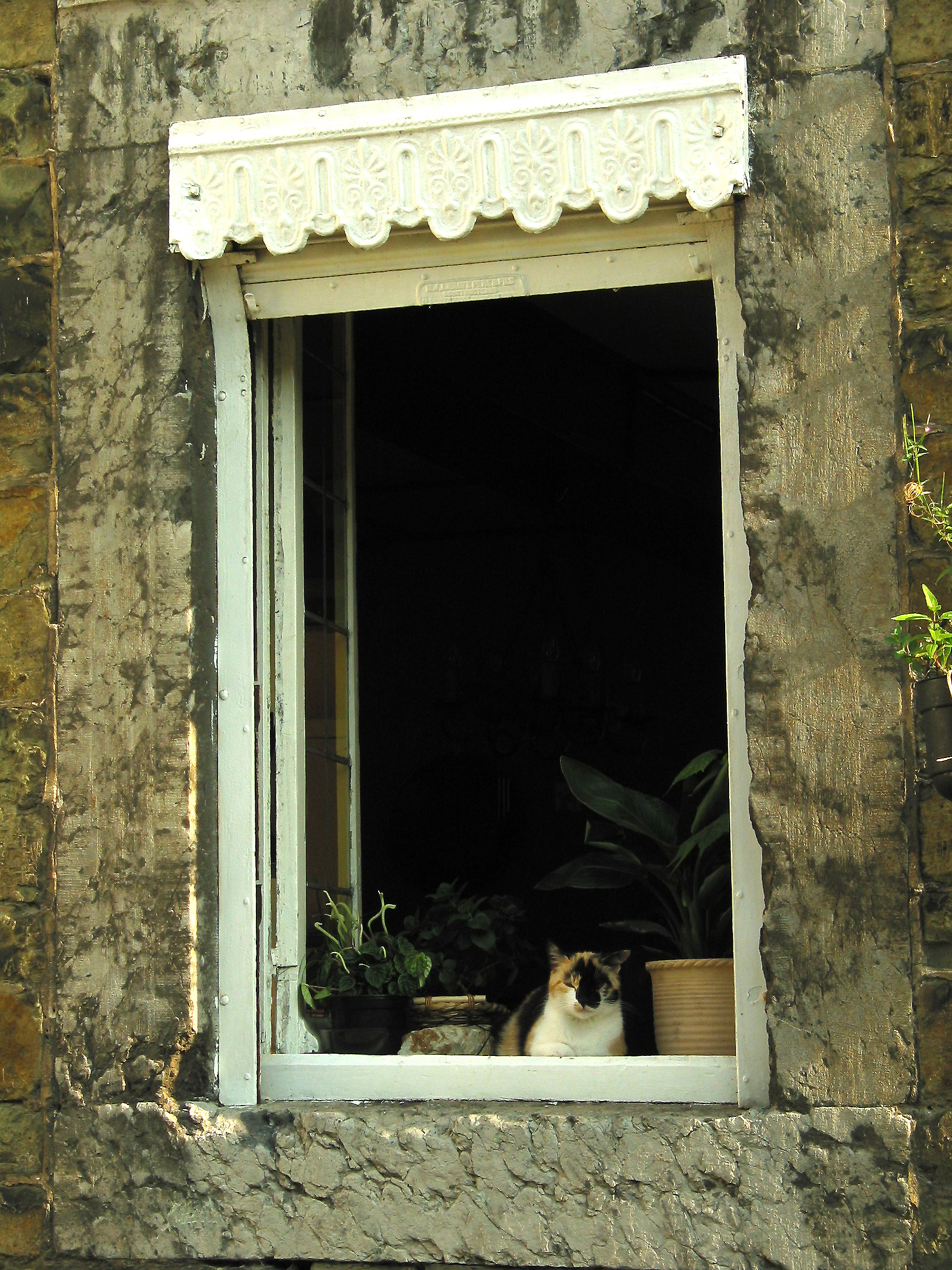

## Agermanament
- Avallon (Borgonya)[3]